# Supercoppa bielorussa 2023 (pallavolo femminile)
La Supercoppa bielorussa 2023, 6ª edizione della Supercoppa nazionale femminile di pallavolo, si è svolta il 22 settembre 2023: al torneo hanno partecipato due squadre di club bielorusse e la vittoria finale è andata per la quarta volta consecutiva al Minčanka.

## Formula
La formula ha previsto una gara unica.

## Squadre partecipanti
| Squadra        | Qualificazione                          |
| -------------- | --------------------------------------- |
| Pribuž'e Brest | Vincitrice Coppa di Bielorussia 2022-23 |
| Minčanka       | Vincitrice Divizion A 2022-23           |

## Torneo
| 22 settembre 2023 Atlant Sportivnyi Kompleks, Baranavičy Durata: ? - Spettatori: ? | Minčanka | 3 - 0 | Pribuž'e Brest | 25-15, 25-22, 25-16 |